# Лісові культури модрини сибірської
Пам'ятка природи місцевого значення «Лісові культури модрини сибірської» (втрачена) була оголошена рішенням Черкаського облвиконкому № 367 від 27 червня 1972 року (кв.59 вид.11. Сунківського лісництва Смілянського лісгоспзагу, у Черкаській області). Площа 7 га. 
Зазначена причина створення: «середня висота 30 м, тип лісу Д3, запас на 1 га — 429 кбм».
Рішенням Черкаської обласної ради № 95 від 22 травня 1990 року «Про зміни та доповнення мережі природно-заповідного фонду області» охоронний статус пам'ятки природи був скасований. Скасування статусу відбулось із зазначенням причини «входить в заказник "Сунківський"».